# 近江誠
近江 誠（おうみ まこと、1941年3月18日 - ）は、スピーチコミュニケーション教育の専門家。南山短期大学名誉教授。日本コミュニケーション学会元会長。テーマは「ドラマ・スピーチ学の方法を使っての言語習得―言語パロール観へのパラダイム転換ー」。近江メソッドはその中核。現在は近江アカデミー主宰として、英語教師対象にしたワークショップを愛知県名古屋市と神奈川県（三浦郡葉山町）で開催。2019年には瑞宝小綬章を受賞。

## 経歴

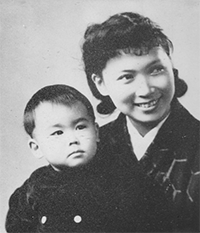
幼少時代

1941年静岡市に生まれる。1963年南山大学英語学英文学科卒業後、愛知県立時習館高等学校英語教諭。在職中に言語の研究が文学か語学に二分されている状況に疑問を抱き、第三の道ドラマ・スピーチ学を学ぶために1967年フルブライト留学生として渡米。米国ボール州立大学、インディデアナ大学大学院ドラマ・スピーチ課程に留学（M.A.取得）。1971年帰国後、南山大学、名古屋大学、中京大学の講師として教鞭をとる。この間、1974年に南山短期大学英語科専任講師、助教授を経て1984年教授となる。

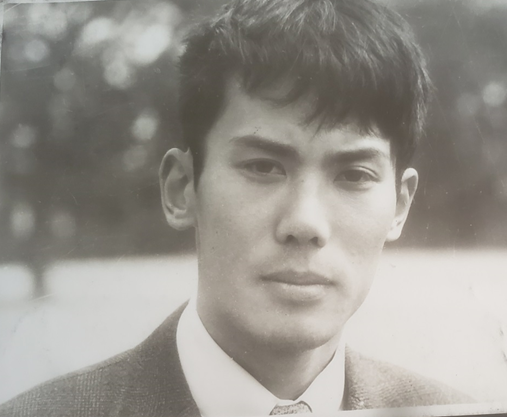
24才 高校教員時代（留学前）1965年

処女作の『オーラル・インタープリテーション入門―英語の深い読みと表現の指導』（1984年、大修館書店）は、日本におけるスピーチコミュニケーションの分野からの応用言語教育の事実上、初の書である。
後年、この書が入っている「英語教育叢書」の絶版事件は、そのまま我が国の言語研究者の言語「パロール」に対する無知、ソシュールですら乗り越えられなかった壁、今に続くコミュニケーション教育の慢性的不振の一つの象徴的なできごとであったと近江は述懐している。
1970、80年代にかけて大学英語教育学会と日本コミュニケーション学会を中心に精力的に発表は続けていった。そして「オーラル・インタープリテーションを扇の要に置きながら、ドラマ、スピーチ、ディベートらのスピーチ学の各分野の方法を取り込んだ活動」の近江案を示した『英語コミュニケーションの理論と実際―スピーチ学からの提言』（研究社出版、1996年）を上梓、同書は前著からの累積的業績として高く評価され1997年度の大学英語教育学会（JACET）実践賞を受ける。
1979年より20年間、ジャパンタイムズ主催、文部省後援の「テープによるレシテーションコンテスト」の最終審査員を歴任、各地方自治体、教育委員会、出版社などが主催する中学校・高等学校教員を対象とした研究会の講師を数多く務めた。さらに一般書としての、『感動する英語！』（文藝春秋、2003年）、『挑戦する英語！』（文藝春秋、2005年）がベストセラーとなり、その教育方法の有効性は世に広く知られることとなった。なおこの機に「近江メソッド」という語の告知が、「週刊文春」12/18号やNHK「当世キーワード」を通してなされている。

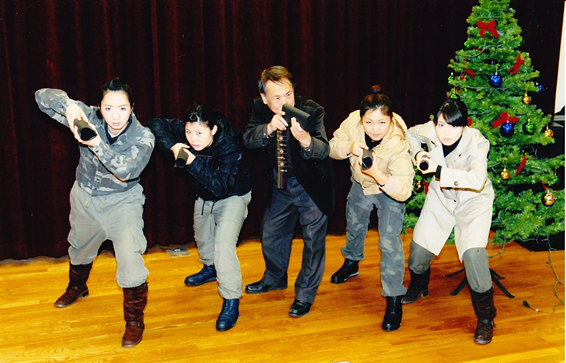
南山短期大学

本務校においては、英語科長、学長補佐などの役職にありながらも、一貫して学生の英語指導に尽力し、英語の南山の信頼・定評を世間から得る中心的な役割を担った。
この間、1988年には米国のコロンビア大学客員研究員としての再渡米をしている。これはEFLやESL（第二言語/・外国語としての英語教授法）が、結局は「言語ラング観的な発想から出てくる「コミュニケーション」であり、スピーチ・ドラマ学の言語パロール的応用言語修得観の優位性には太刀打ちできるものではないという当初の予想を再確認できた有意義な”敵陣“での生活体験であったと語っている。

## 著書

### 単著
- 『オーラル・インタープリテーション入門英語の深い読みと表現の指導』、(大修館書店 1984)
- 『頭と心と体を使う英語の学び方』 (研究社出版 1988)
- 『頭と心と体を使う英語の学び方』 (研究社出版 1988)
- 『英語コミュニケーションの理論と実際―スピーチ学からの提言』 1996年 3月(研究社出版1996)、*1997年度大学英語教育学会[JACET]実践賞
- 『感動する英語！』 (文藝春秋 2003)
- 『挑戦する英語！』 (文藝春秋2005)
- 『間違いだらけの英語学習―常識38のウソとマコト』、(小学館 2005) *108頁～118頁が、国立国語研究所『現代日本語書き言葉均衡 コーパス』に採録
- 『アナログ教育の復権！あることば訓練の舞台裏 思い出の朗読会』 南山短期大学フラッテン奨学金 (朝日出版社2019)

### 共著、分担、編著
- 『日本人のための異文化コミュニケーション』、(北樹出版 1990)
- 『英語音声学と英語教育―島岡丘教授還暦記念論文集』、開隆堂 1992
- 『英語科教育実践講座第6巻(全18巻) ―スピーチ・コミュニケーションの指導』 （ニチブン株式会社 1992)
- 『日本コミュニケーション学会基本図書第3巻―英語コミュニケーションの理論と実際』、（桐原書店 1993)
- 『日本社会とコミュニケーション』 三省堂 2000
- 『現代のエスプリ：特集:パフォーマンス』 （志文堂 2001)
- 『職研修総合特集：子どもの対人関係能力を育てる』 （教育開発研究所 2002)
- 『応用言語学事典』（2003年度大学英語教育学会賞学術賞：日本コミュニケーション学会年次大会辞書・事典・データベース部門受賞対象著作）共編著（筆頭：小池生夫）、(研究社 2003)
- 『歴史に残る大統領の就任演説』 佐藤幸男 田中武人（翻訳） (小学館 2010)
- 『プロシード英和辞典』 (福武書店 1988)

### 教科書等（検定高校教科書）
- Hello, there! Oral Communication A共著 東京書籍
- Hello, there! Oral Communication C 東京書籍
- Go, English! 1、2共著 以上1994~1995 東京書籍
- Hello, there! Oral Communication B共著 (大学教科書) (1995)
- 『モデル英作文(Model-based Writing)』 朝日出版
- 編著 『カトリック小説考―グレアム・グリーン、遠藤周作を中心に―』（今川憲次遺稿集)南雲堂

## 論文
- 「オーラル・インタープリテーション―「教養英語」と「実用英語」の接点」、『南山短期大学紀要』第2号(1974)・「オーラル・インタープリテーション(2) ―意味的単位と模倣作文」、『南山短期大学紀要』第3号(1975)
- 「オーラル・インタープリテーション(2) ―意味的単位と模倣作文」、『南山短期大学紀要』第3号(1975)
- 「Oral Interpretation (3) ― Moby Dickの含む問題点」、『南山短期大学紀要』第4号 (1976)
- 「The SLE Structures for Interpretive Analysis」、日本コミュニケーション学会機関誌『Speech Communication Education』(1987)
- 「アメリカの朗読教育」、1987年12月、明治書院『日本語学』12月号 (1987)
- 「パフォーミング・アーツからみたコミュニケーション・コンピテンス」、日本コミュニケーション研究者会議『PROCEEDINGS』 (1993)
- INTENTIONAL LANGUAGE INPUT through Oral Interpretation and Mode Conversion、『南山短期大学紀要』27号 (1999)
- グローバル化時代の外国語教育を考える単著、社団法人日本繊維機械学会誌『繊維機械学会誌』第53巻第1号（617号）(2000)
- 「文学作品を生きた言葉としてーオーラル・インタープリテーションから変身劇へ」（上）（下）単著、研究社出版「英語青年」1,・2月号(2001)
- 「パフォーマンスAB×陰陽同時進行の構造－オーラル・インタープリテーションと変身劇による能力開発―」、2002年12月、国際パフォーマンス学会『パフォーマンス研究〈Journal of Performance Studies: Japan〉』No.9 (2002)
- 「戦争とレトリック―インタープリテーションの視点から」、『日本コミュニケーション研究者会議 『プロシーディングズ』 (2004)
- 「なぜわたしはスピーチ･コミュニケーションを専攻したか」(共同テーマ) 2009年5月、『日本コミュニケーション研究者会議プロシーディングズ』 (2009)
- 「コミュニケーション学と演劇」共同、日本コミュニケーション学会『ヒューマンコミュニケーションスタディーズ』 (2009)
- 「コミュニケーション的精読＝批判的味読指導の素描:君は「神」など見ていない！ただ「紙」をみているだけだ！－「主の祈り」〈The Lord’s Prayer〉から「誰が為に鐘は鳴る」(For Whom the Bell Tolls)の目線の違いと声の大きさの意味すること」、『南山短期大学紀要』36号（創立40周年記念号） (2008)
- 「オーラル・インタープリテーションとは何か？何のためにするのか？」『南山短期大学紀要』第37号(2009)
- 「仮想レトリカル･スピーチ訓練」『南山短期大学紀要』第37号 (2009)
- 「ことばの力、ことば以外の力] リレーコラム コミュニケーションの能力認定委員会 (2012)
- 「スピーチ―間断なきコミュニケーション線の中で捉えよ」 リレーコラム コミュニケーションの能力認定委員会 (2013)
- 「朗読訓練で培うコミュンケーション能力」 リレーコラム コミュニケーションの能力認定委員会 (2014)
- 〈巻頭論文〉「声と体を使う意義―“英会話“は幻にして実体ではないこと」特集：声に出して学ぶ英語、2016年10月、三友社出版『新英語教育』10月号 (2016)
- 「フルブライトを挟んで―英語と私」The Fulbrighter in Nagoya No.28 (2020)

## 親族

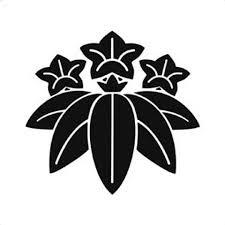
笹竜胆家紋

南山大学名誉教授の今川憲次は、近江一族を覆う力に対して「ミューズの神の祝福」といういい方をしている。父が近江晃、東京芸大出身（当時東京美術学校卒業）の工芸家。その母、治子、近江の祖母）は文展（今の日展）の出品作家でその絵を照見皇太后が購入している夭折の閨秀日本画家。治子の祖父、小林古径は徳川時代末期の武州の書道家である。
一方、祖父の近江湖雄三（おうみ こおぞう）は東京・阿佐ヶ谷に医院を構えていた一大の通人で当時よりレコード吹込みなどもしていた産婦人科医師、日本の無痛分娩の創始者。医学最初の患者はドイツ国ミュンヘン大学留学中に知り合った与謝野晶子の五男の健を順天堂大で取り上げている。湖雄三の後妻、近江満子は晶子の親友の歌仲間。晶子の『冬柏』は晶子亡き後は近江病院が版元となって、満子の死後は「晶子なく第二の晶子またゆきぬ／誰れつぐべきか斯かる大名」（西島元甫）の追悼歌が詠まれている。満子の子供たちはカトリック修道院長、日本舞踊の家元の妻、そして近江自身の先妻、クラシックバレエの市川せつ子、長女の奈央はドイツのプリマバレリーナ。近江の父親の「絵描きだから彫刻のことは知らないという考えは誤りである」は近江メソッドの根底に流れているのか＜読みが得意だから話せないというのは、本当には読めず、話せるが読みは苦手というのも本当には話せてはいない＞という多即一、一即多の思考法につながっている。